# Rameau superficiel du nerf radial
Le rameau superficiel du nerf radial est un nerf sensitif de la main branche terminale du nerf radial.

## Origine
Le rameau superficiel du nerf radial est la branche antérieure terminale du nerf radial.
Il est issu de la division du nerf radial en deux rameaux dans le sillon bicipital latéral. C'est le moins volumineux des deux rameaux.

## Trajet
Après sa naissance, il passe dans la partie externe de la loge antébrachiale antérieure en dessous du muscle brachio-radial, accompagné de l'artère radiale et des veines radiales.
Il quitte l'artère environ 7 cm. au-dessus du poignet en s'orientant en arrière et en dehors, passe sous le tendon du muscle brachio-radial et contourne le bord externe du radius pour passer sur la face postérieure du poignet.
Il perfore le fascia superficiel et donne ses branches terminales : latérale et médiale.

### Branche latérale
La branche latérale, la plus petite, donne un rameau qui innerve l'éminence thénar et innerve la face radiale du pouce par le nerf digital externe du pouce. Il rejoint la branche palmaire du nerf cutané latéral de l'avant-bras.

### Branche médiale
Il se divise ensuite en quatre nerfs digitaux dorsaux : le premier pour le côté ulnaire pouce, le second, le côté radial de l'index ; le troisième pour les côtés contigus de l'index et du majeur ; le quatrième pour les côtés contigu du majeur et de l'annulaire. Ce dernier s'anastomose au-dessus du poignet et sur sa face dorsale avec le rameau dorsal du nerf ulnaire.

## Aspect clinique
La branche superficielle du nerf radial est associée à la neuropathie de Wartenberg.
Le nerf peut être comprimé en raison du port d'un bracelet ou d'une montre trop serré.